# Gabriella Oxenstierna
Louise Gabriella Oxenstierna, född 3 oktober 1936 i Tallinn, död 5 september 2022 i Uppsala, var en svensk översättare. Från ryska har hon huvudsakligen översatt böcker med anknytning till rysk-ortodox tro.
Oxenstierna var dotter till Gunnar Oxenstierna (1897–1939). De är begravna på Uppsala gamla kyrkogård.

## Översättningar
- George Edward Farrow: Näbbdjursbjudningen (Lindblad, 1960)
- Nikolaj Arsenjev: Den ortodoxa kyrkans fromhet och världsåskådning (Ortodox bokhandel,1981)
- Valentin Agapov: Mitt Ryssland : en osminkad livsskildring (översatt tillsammans med Ingemar Andersson) (Contra,1985)
- Ivan Sjmeljov: Gamla Valamo: en dokumentär skildring av ett besök år 1895 på den legendariska klosterön i Ladogasjön (Staryj Valaam) (Åsak, 1988)
- Serafim av Sarov: Råd för det andliga livet (Åsak, 1988)
- Johannes av Kronstadt: Livet i Kristus: ett urval andliga råd ur fader Johannes dagbok "Mitt liv i Kristus" (Åsak, 1989)
- Ivan Sjmeljov: Pilgrimsresan: en dokumentär skildring i romanens form av en pilgrimsresa år 1879 till Sergius-Treenighetsklostret utanför Moskva (Bogomolie) (Åsak, 1990)
- Boris Zajtsev: Athos: en pilgrimsresa år 1927 till den legendariska klosterhalvön i Egeiska havet som är den himmelska jungfrun Guds moder Marias jordiska förläning (Åsak, 1991)
- Konstantin Motjulskij: Vladimir Solovjov: liv och lära (dikterna översatta av Annika Bäckström) (Artos, 1997)
- Nestorskrönikan (Povestʹ vremennych let) (Symposion, 1998)
- Sergej Hackel: Den gömda pärlan : Moder Maria Skobtsova (dikterna översatta av Veronika Eriksson under bearbetning av Ella Persson) (Artos, 2000)
- Grigorij Krogh: Tankar om ikonen (Artos, 2004)
- Berättelser om fader Arsenij. D. 1: Lägret (Artos & Norma, 2010)

## Priser
- Letterstedtska priset för översättningar 2000 (för översättningen av Nestorskrönikan)